# تپه گل گاوزبان مالگاه
تپه گل گاوزبان مالگاه مربوط به دوران‌های تاریخی پس از اسلام است و در شهرستان املش، بخش رانکوه، روستای امام واقع شده و این اثر در تاریخ ۲ آبان ۱۳۸۲ با شمارهٔ ثبت ۱۰۶۱۷ به‌عنوان یکی از آثار ملی ایران به ثبت رسیده است.